# Early Art
Albums de Art Farmer
Art Farmer Septet
(1953) When Farmer Met Gryce
(1955)
Early Art est un album du trompettiste Art Farmer paru en 1954 sur le label Prestige. L'album regroupe deux séances d'enregistrement; sur la première, Farmer forme un quintet avec le saxophoniste Sonny Rollins, le contrebassiste Percy Heath, le pianiste Horace Silver et le batteur Kenny Clarke. Lors de la séance suivante, il dirige un quartet constitué de Wynton Kelly au piano, de son frère jumeau Addison Farmer à la contrebasse et de Herbie Lovelle à la batterie.

## Réception
L'auteur et critique de jazz Scott Yanow mentionne sur AllMusic que « la musique est assez agréable et est un album à avoir pour les collectionneurs bop des années 1950 ».

## Titres
| N°     | Titre                          | Compositeur                       | Durée |
| ------ | ------------------------------ | --------------------------------- | ----- |
| Face 1 |                                |                                   |       |
| 1.     | Autumn Nocturne                | Kim Gannon, Josef Myrow           | 4:59  |
| 2.     | Soft Shoe                      | Art Farmer                        | 3:54  |
| 3.     | Confab in Tempo                | Art Farmer                        | 4:57  |
| 4.     | I'll Take Romance              | Oscar Hammerstein II, Ben Oakland | 4:32  |
| 5.     | Wisteria                       | Art Farmer                        | 4:05  |
| Face 2 |                                |                                   |       |
| 6.     | I've Never Been in Love Before | Frank Loesser                     | 3:49  |
| 7.     | I'll Walk Alone                | Sammy Cahn, Jule Styne            | 3:55  |
| 8.     | Gone With the Wind             | Herbert Magidson, Allie Wrubel    | 4:07  |
| 9.     | Alone Together                 | Howard Dietz, Arthur Schwartz     | 3:59  |
| 10.    | Pre Amp                        | Art Farmer                        | 3:35  |

## Enregistrement
Les morceaux sont enregistrés au Rudy Van Gelder Studio (Hackensack) en deux sessions, l'une le 20 janvier 1954 (titres 2 à 5), l'autre le 9 novembre 1954 (titres 1, 6 à 9).
| Musicien       | Instrument      | Titre     |  | Équipe technique          |                                                             |
| -------------- | --------------- | --------- |  | ------------------------- | ----------------------------------------------------------- |
| Art Farmer     | trompette       | 1 — 10    |  | Bob Weinstock             | Producteur                                                  |
| Sonny Rollins  | saxophone ténor | 2, 3, 4   |  | Rudy Van Gelder           | Ingénieur                                                   |
| Horace Silver  | piano           | 2 — 5     |  | Joe Goldberg Mark Gardner | Liner notes, New Jazz 8258 Liner notes, 1969, Prestige 7665 |
| Percy Heath    | contrebasse     | 2 — 5     |  | Don Schlitten             | Design, photographie                                        |
| Kenny Clarke   | batterie        | 2 — 5     |  | Phil DeLancie             | Remasterisation                                             |
| Wynton Kelly   | piano           | 1, 6 — 10 |  |                           |                                                             |
| Addison Farmer | contrebasse     | 1, 6 — 10 |  |                           |                                                             |
| Herb Lovelle   | batterie        | 1, 6 — 10 |  |                           |                                                             |